# Placówka Straży Celnej „Wielkie Łagiewniki”

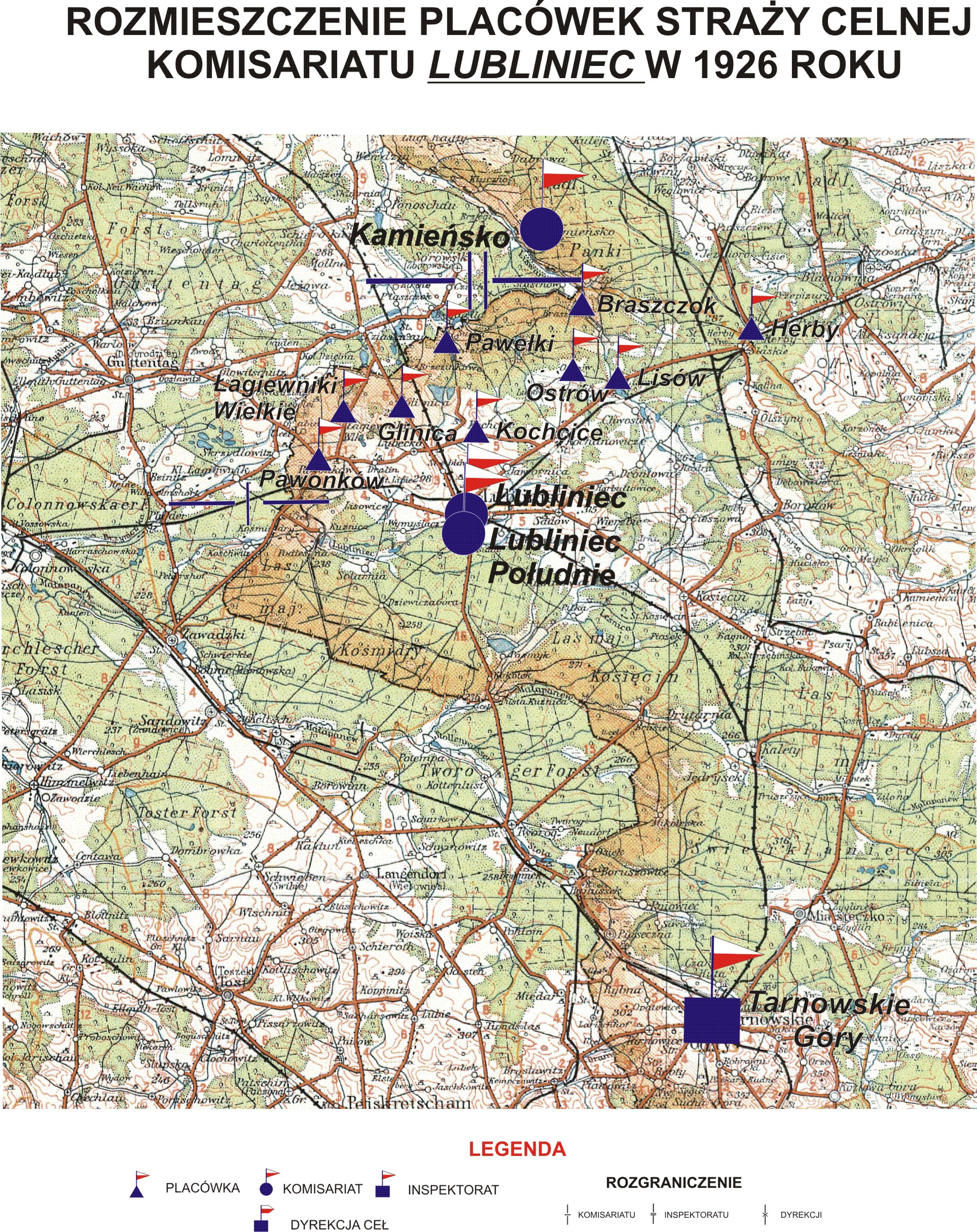
Rozmieszczenie placówek SC Komisariatu Lubliniec w 1926

Placówka Straży Celnej „Wielkie Łagiewniki” – jednostka organizacyjna Straży Celnej pełniąca w okresie międzywojennym służbę ochronną na granicy polsko-niemieckiej.

## Formowanie i zmiany organizacyjne
Na wniosek Ministerstwa Skarbu, uchwałą z 10 marca 1920 roku, powołano do życia Straż Celną. Od połowy 1921 roku jednostki Straży Celnej rozpoczęły przejmowanie odcinków granicy od pododdziałów Batalionów Celnych. Proces tworzenia Straży Celnej trwał do końca 1922 roku. Placówka Straży Celnej „Wielkie Łagiewniki” weszła w podporządkowanie komisariatu Straży Celnej „Lubliniec” z Inspektoratu SC „Tarnowskie Góry”.
W drugiej połowie 1927 roku przystąpiono do gruntownej reorganizacji Straży Celnej. W praktyce skutkowało to rozwiązaniem tej formacji granicznej. Ochronę północnej, zachodniej i południowej granicy państwa przejęła powołana z dniem 2 kwietnia 1928 roku Straż Graniczna. W strukturach nowo powstałej formacji placówki „Łagiewniki Wielkie” nie odtworzono.

## Funkcjonariusze placówki
Kierownicy placówki
| stopień          | imię i nazwisko, numer   | okres pełnienia służby | kolejne stanowisko |
| ---------------- | ------------------------ | ---------------------- | ------------------ |
| starszy strażnik | Kazimierz Jeziorny (351) | był w 1926             |                    |

Obsada personalna placówki w 1926:
- starszy strażnik Kazimierz Jeziorny (351)
- strażnik Teodor Jamroży (349)
- strażnik Franciszek Krząkała (386)
- strażnik Florian Paprotny (690)
- strażnik Józef Promny (662)
- strażnik Józef Partyka (718)
- strażnik Teodor Szuzbier (791)
- strażnik Teodor Wybraniec (806)